# Атена, Жорж
Жорж Атена́ (фр. Georges Athénas; 26 февраля 1877, Сен-Дени (Реюньон) — 8 мая 1953, Париж, Франция) — французский писатель, историк, искусствовед и журналист. Вместе с Эме Мерло (фр. Aimé Merlo) писал под литературным псевдонимом Мариус-Ари Леблон (фр. Marius-Ary Leblond). Лауреат Гонкуровской премии (1909).
Жорж Атена был греческого происхождения и приходился двоюродным братом Эме Мерло. Родился в Сен-Дени, там же окончил лицей. В 1896, в возрасте 19 лет, Жорж шесть месяцев лечил глаза в Париже. Вернувшись на Реюньон, начал литературную карьеру — стал писать вместе с Эме Мерло под общим псевдонимом Мариус-Ари Леблон. В 1898 они оба поехали в Париж учиться в Сорбонне. Там кузен Мариуса (Жоржа), реюньонский поэт Леон Дьеркс, ввёл их в литературные круги и познакомил с писателями Жозе-Мария де Эредиа, Сюлли-Прюдом, Франсуа Коппе и другими.
В 1900 году Эме Мерло из-за болезни лёгких перебрался в Алжир. Вслед за ним уехал Жорж.
8 мая 1953 Жорж Леблон умер из-за отёка легких. В день похорон, 12 мая, бастовали водители городского транспорта, тем не менее на кладбище пришло много людей. Перед смертью Жорж сказал, что не желает на своих похоронах ни цветов, ни венков, ни поминальных речей. Но всё это было. Некрологи были напечатаны в прессе и переданы по парижскому радио.
Мариус (Жорж) Леблон похоронен в одной могиле с Аре (Эме) Леблоном на кладбище Вожирар в Париже — участок № 2, номер 122.